# Egmont (Goethe)
Egmont je tragédie o pěti jednáních německého spisovatele Johanna Wolfganga Goetha s námětem z nizozemských bojů proti španělské nadvládě. Goethe začal na hře pracovat roku 1775 a dokončil jí roku 1787 na své italské cestě. Tiskem vyšla tragédie poprvé roku 1788 a premiéru měla 9. ledna roku 1789 v Mohuči.

## Charakteristika titulní postavy

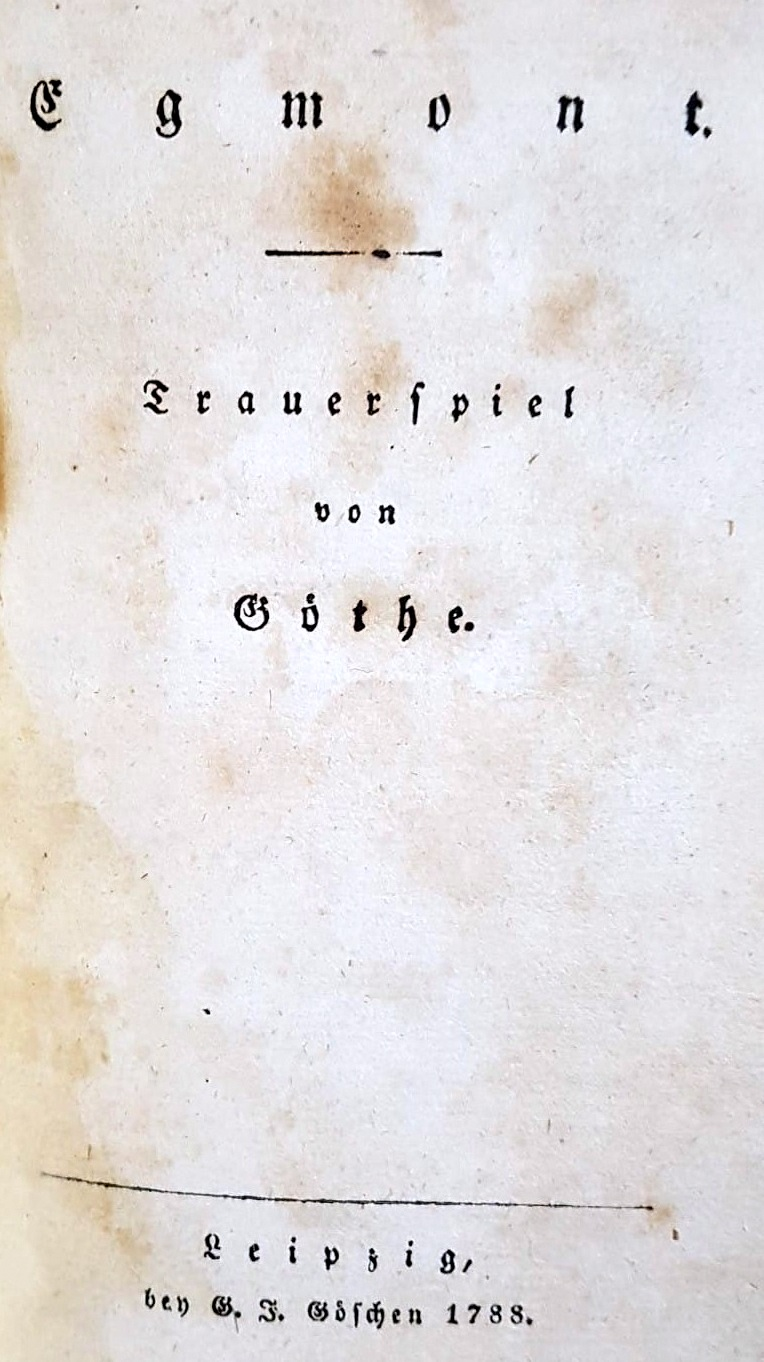
První vydání hry z roku 1788

Titulní hrdina tragédie je skutečná historická postava, flanderský hrabě, generál a státník Lamoraal Egmont, jehož poprava pro údajnou zradu španělského krále Filipa II. roku 1568 přispěla k dalšímu podnícení bojů o nizozemskou samostatnost na španělské koruně. Goethův Egmont má však se skutečným jen málo společného. Autor jej vykreslil jako svobodného a nespoutaného muže, zatímco skutečný Egmont byl v době, kdy se tragédie odehrává, ženatý se Sabinou, vévodkyní bavorskou, se kterou měl dvanáct dětí.
Na charakteru postavy se také projevila dlouhá doba, po kterou hra vznikala. Zpočátku se Goethe soustředil na Egmonta jako na nespravedlivě stíhaného hrdinu, postupem času se jeho pozornost obrátila na jeho protivníky, takže na konci tragédie je z Egmonta spíš trpná oběť, než bojovník za svobodu. Tuto skutečnost vytýkal Goethovi i Schiller, který definoval Egmonta jako tragédii charakteru, protože v ní chybí skutečný dramatický konflikt.
Přesto má Goethova hra spád a uměleckou sílu, autor se v ní nedopustil černobílého vidění a po vzoru Shakespeara vyjádřil v tragédii mnohé obecné postřehy o životě a společnosti. Egmont se tak díky hře stal dobovým symbolem boje za svobodu, o čemž svědčí i scénická hudba ke hře od Ludwiga van Beethovena z roku 1810 objednaná vídeňským Dvorním divadlem.

## Obsah hry

### Postavy
- Egmont, hrabě a flanderský generál
- Markéta Parmská, dcera Karla V., regentka v Nizozemí,
- princ Vilém Oranžský,
- vévoda z Alby,
- Ferdinand, Albův nemanželský syn,
- Klárkaa, Egmontova milenka,
- Klářina matka,
- Brackenburg, mladý měšťan,
- bruselští měšťané, lid, vojáci, stráže.

### Děj

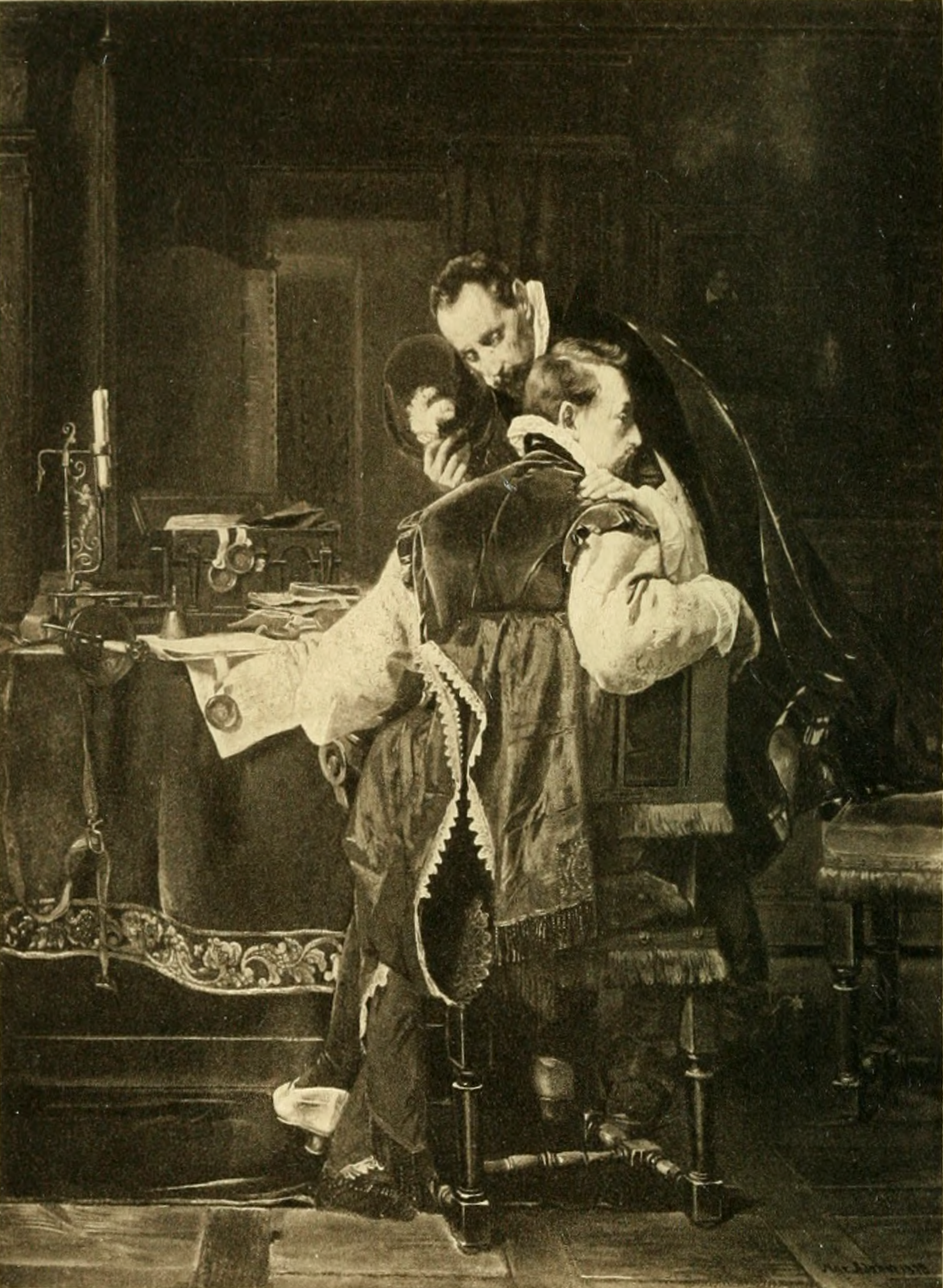
Vilém Oranžský a Egmont, ilustrace ke Goethově hře z roku 1900 od Maxe Adamse

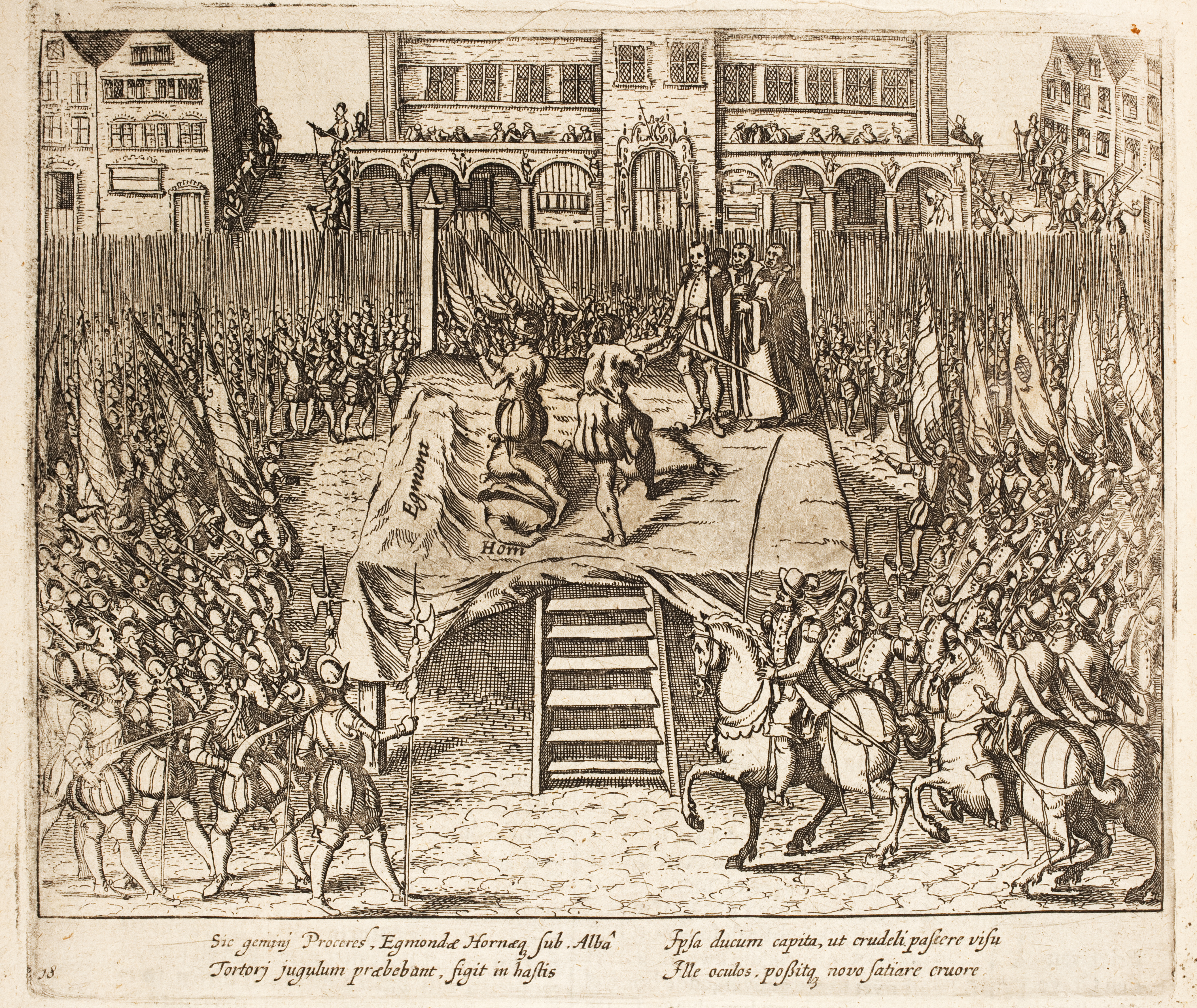
Egmontova poprava, vyobrazení z roku 1621

Hra se odehrává v Bruselu. Do Flander má brzy dorazit bezcitný a tyranský generál vévoda z Alby se svým vojskem. Španělský král Filip II., nepříliš obeznámený se situací v Nizozemí, jej vybavil plnou mocí, aby třeba i krvavě potlačil rodící se povstání, které má svůj zdroj v královských hospodářských opatřeních a v činnosti inkvizice. Hrabě Egmont, který královská opatření kritizuje, je na příjezd Alby upozorněn Vilémem Oranžským, který mu doporučuje, aby jako on odjel do bezpečí. Egmont to odmítá, protože věří, že za to, co pro španělskou korunu udělal, bude král Filip ctít stará pravidla šlechtického světa, o čemž Vilém Oranžský silně pochybuje.
Egmonta miluje mladá dívka Klárka. Žije se svou matkou a často ji navštěvuje mladý měšťan Brackenburg, který ji nezištně a také neopětovaně miluje. Klárčina matka si přeje, aby se její dcera  za Brackenburga provdala, vztah mezi Klárkou a Egmontem, lidem obdivovaným generálem, se jí nelíbí.
Umírněná regentka Markéta Parmská opouští svůj úřad a ponechává Albovi v Nizozemí volnou ruku. Alba Egnonta povolá ke schůzce, což je léčka, aby ho dostal do své moci. Egmont Albu varuje, že král jde v Nizozemí špatnou cestou. Alba Egmonta zatkne a nechá ho odsoudit k smrti, což má být exemplární trest pro představitele Nizozemí, kteří se provinili během nepokojů a kteří projevují příliš velkou samostatnost v ochraně nizozemského lidu. Klárka,  se snaží shromáždit lidi, aby Egmonta osvobodili, ale měšťané včetně Brackenburga, který ji doprovází, mají strach se vzbouřit. Klárka se proto rozhodne zemřít s Egomontem a otráví se. 
Mezitím za Egmontem přichází nemanželský syn vévody z Alby, Ferdinand, který přiznává, že ho považuje za svůj vzor, ale že mu nemůže pomoci. Egmont má pak sen, ve kterém ho Klárka jako bohyně svobody korunuje vítězným vavřínovým věncem. Druhý den ráno je odveden na popravu.

## Televizní adaptace
- Egmont (1961), francouzský televizní film, režie Jean-Paul Carrère.
- Egmont (1962), západoněmecký televizní film, režie Reinhart Spörri.
- Egmont (1967), západoněmecký televizní film, režie Oscar Fritz Schuh.
- Egmobt (1968), belgický televizní film, režie Kris Betz.
- Egmobt (1974), východoněmecký televizní film, režie Helmut Schiemann.
- Egmont (1982), západoněmecký televizní film, režie Franz Peter Wirth.
- Egmobt (1989), východoněmecký televizní film, režie Friedo Solter a Margot Thyret.[6]

## Česká vydání a inscenace
- Egmont, Praha: Ignác Leopold Kober 1871, přeložil Josef Jiří Kolár.
- Hrabě Egmont aneb Povstání v Nizozemsku, inscenace Divadla na Veveří v Brně, premiéra 17. listopadu 1888, další údaje nejsou známy.[7]
- Egmont, inscenace Národního divadla v Praze, premiéra 7. ledna 1892, přeložil Josef Jiří Kolár, režie František Karel Kolár, v titulní roli Jakub Seifert.[8]
- Egmont, in Dramata. Praha: František Borový 1931, přeložil Otokar Fischer.
- Egmont, in Výbor z díla II. Praha: Svoboda 1949, přeložil Otokar Fischer.
- Egmont, inscenace Městského oblastního divadlo na Kladně, premiéra 14. června 1953, přeložil Vladimír Šrámek. režie Zdeněk Jaromír Vyskočil, v titulní roli Mirko Maršálek.[9]
- Egmont, inscenace Československého rozhlasu z roku 1957, režie Vladimír Vozák, v titulní roli Rudolf Krátký.[10]
- Egmont, Praha: ČLDJ 1963, přeložil Vladimír Šrámek.
- Egmont, inscenace Divadla Josefa Kajetána Tyla v Plzni, premiéra 13. dubna 1968, přeložil Vladimír Šrámek, režie Svatoslav Papež, v titulní roli Viktor Vrabec.[9]
- Egmont, inscenace Československého rozhlasu z roku 1973, režie Miloslav Jareš, v titulní roli Otakar Brousek.[11]
- Egmont, Praha: Městská knihovna v Praze 2012, přeložil Otokar Fischer, elektronická kniha.